# Condado de Belascoáin

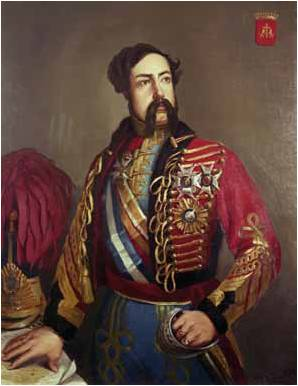
Diego de León y Navarrete (1807-1841), I conde de Belascoáin, fue un militar cristino durante la Primera Guerra Carlista, fusilado por Baldomero Espartero después de la insurrección de 1841 en defensa de la regente María Cristina.

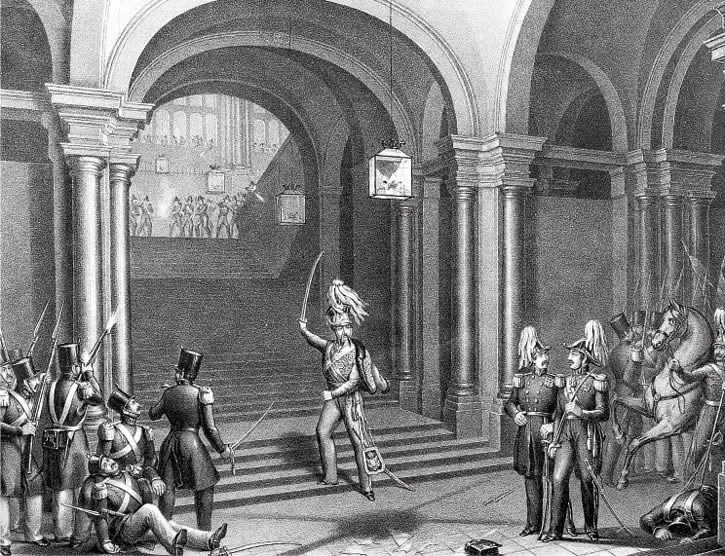
Asalto al Palacio Real de Madrid por el general Diego de León, durante el pronunciamiento militar de 1841.

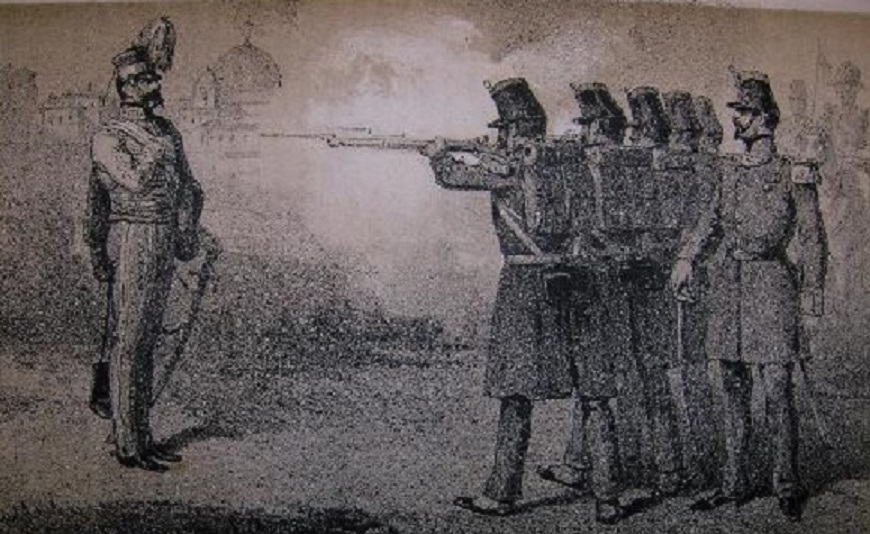
Fusilamiento del general Diego de León, el 15 de octubre de 1841, ordenado por Baldomero Espartero.

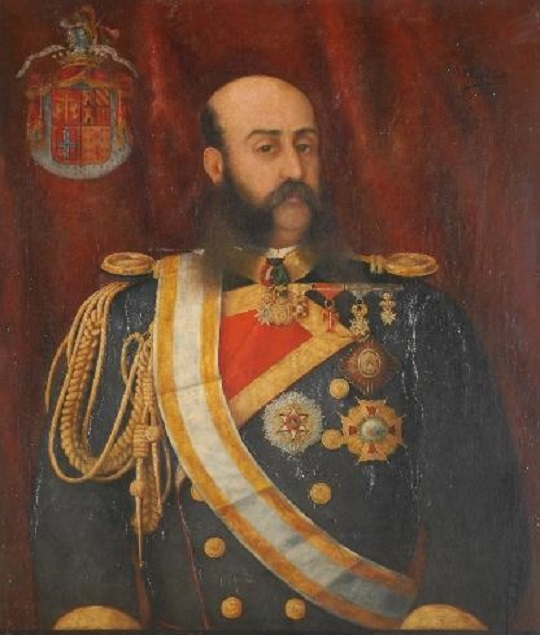
El segundo conde de Belascoáin, el Almirante José María Diego de León Juez-Sarmiento, hijo primogénito del primer conde.

El Condado de Belascoáin es un título nobiliario español creado por la reina Isabel II, el 1 de junio de 1839, a favor de Diego de León y Navarrete, González de Canales y Valdivia (1807-1841), más conocido como Diego de León.
Fue un militar cristino que se distinguió en la Primera Guerra Carlista a favor de la infanta Isabel II, destacando en la batalla de Belascoáin (28 de enero de 1838), donde tomó el puente que comunicaba con Pamplona y que le supuso la concesión de la Gran Laureada de San Fernando, volviendo a tomarlo el 1 de mayo de 1839, por cuya razón, y como honor, recibió un mes más tarde el título con la denominación de conde de Belascoáin. Participó en el pronunciamiento militar de 1841 contra Baldomero Espartero que debía restablecer la regencia de María Cristina; pronunciamiento que fracasó, siendo Diego de León y Navarrete fusilado el 15 de octubre de 1841.
Era hijo de Diego Antonio de León y González de Canales, primer marqués de las Atalayuelas, militar cordobés, coronel del regimiento Bujalance, que se significó en la defensa de Cádiz contra los bombardeos ingleses de 1797, por cuyos méritos le fue concedido dicho Marquesado. Participó también en batalla de Bailén de 1808 contra el invasor napoleónico. Prestó servicios destacados a los Cien Mil Hijos de San Luis, por lo que el rey Luis XVIII de Francia le distinguió con la "Flor de Lis de la casa de Borbón", el 21 de julio de 1824.
El actual titular, desde 2014, es Hipólito Sánchiz y Álvarez de Toledo, V conde de Belascoáin, XVII marqués del Vasto, VI marqués de Valderas y VI conde de Valdemar de Bracamonte.

## Condes de Belascoáin
|                                       | Titular                                             | Periodo                               |
| Creado en 1839 por la reina Isabel II | Creado en 1839 por la reina Isabel II               | Creado en 1839 por la reina Isabel II |
| ------------------------------------- | --------------------------------------------------- | ------------------------------------- |
| I                                     | Diego de León y Navarrete                           | 1839-1841                             |
| II                                    | José María Diego de León Juez-Sarmiento y Navarrete | 1844-1888                             |
| III                                   | María Josefa de León y de Liñán                     | 1888-1925                             |
| IV                                    | Joaquín García del Castillo y Martín                | 1925-2008                             |
| V                                     | Hipólito Sánchiz y Álvarez de Toledo                | 2014-actualidad                       |

## Historia de los condes de Belascoáin
- Diego de León y Navarrete (Córdoba, 30 de marzo de 1807 – Madrid, 15 de octubre de 1841), I conde de Belascoáin, Mariscal de Campo de los Ejércitos Nacionales, Gentil-hombre de Cámara de S.M., gran cruz de la Orden de San Fernando, gran cruz de la Orden de Isabel la Católica y gran cruz de la Orden de Carlos III.

Era hijo de Diego Antonio de León y González de Canales (1755-1809), I marqués de las Atalayuelas; y de María Teresa de Navarrete y Valdivia.
1. Casó con María del Pilar Juez-Sarmiento y Mollinedo (Madrid, 5 de enero de 1808 – 7 de noviembre de 1847), hija del III marqués de la Roca, don Antonio Juez-Sarmiento y Oriol.

Le sucedió, el 17 de abril de 1844, su primogénito:
- José María Diego de León y Juez-Sarmiento, II conde de Belascoáin, V marqués de la Roca. Almirante.

1. Casó en 1848 con María del Pilar de Liñán y Fernández-Rubio.

Le sucedió, el 31 de diciembre de 1888, su hija:
- María Josefa de León y de Liñán, III condesa de Belascoáin

1. Casó con José García del Castillo (n. 1844).

Le sucedió, el 8 de octubre de 1925, su nieto (hijo de su hijo José García del Castillo y de León y de su esposa María del Carmen Martín):
- Joaquín García del Castillo y Martín (m. 2008), IV conde de Belascoáin

1. Casó con María Concepción Pardo de Santayana

Sin descendencia.
Le sucedió, el 21 de enero de 2014, por la ley de sucesión 2006
- Hipólito Sánchiz y Álvarez de Toledo, V conde de Belascoáin y actual titular, XVII marqués del Vasto, VI marqués de Valderas y VI conde de Valdemar de Bracamonte.

1. Casó con Beatriz de Alcázar y Velázquez-Duro.

Actual titular.

## Armas
En campo de plata, un león rampante, de púrpura, linguado de gules, uñado y coronado de oro.